# 道下美里
道下美里（日语：／ Michishita Misato，1977年1月19日—），日本女子田径运动员，主攻马拉松。她曾代表日本参加2016年和2020年夏季残疾人奥林匹克运动会田径比赛，获得一枚金牌和一枚银牌。